# 山田直輝
山田直輝（1990年7月4日—），日本足球運動員，現效力日職球隊湘南比馬，前日本國家足球隊成員。

## 俱樂部生涯
出自浦和红钻青训营，在12岁的时候成为同年龄段的出色球员。曾获得2006年亚洲U17锦标赛的冠军。
2009年升入一线队。初期阶段表现出色但随后不断受到重伤问题。本赛季接过退役的山田畅久的6号球衣但依然不受到主帅米哈伊洛·彼得罗维奇的重用，仅出场2场。
浦和红钻官方宣布中场山田直辉租借加盟湘南比马。
浦和红钻于12月7日宣布，中场球员山田直辉将在2018年重返球队。 2017年山田直辉在湘南39战5球，表现出色。 
山田直辉在天皇杯与YSCC横滨的比赛中在球门前攻入一球，帮助主队3:0获胜。
浦和红钻的中场球员山田直辉租借转会至湘南比马的消息已经得到了俱乐部的公布。租借期间至2020年1月31日，他将身披10号球衣为湘南效力。这是他时隔1年半的时间后，重新返回湘南。
日职联赛第22轮，山田直辉自2016年11月名古屋鲸鱼以来，时隔1012天再次进球。

## 國家隊生涯
2009年5月27日，首次代表日本国家队和智利的友谊赛出场，并为本田圭佑送上精彩助攻。

## 外部連結
- National Football Teams （页面存档备份，存于）
- Japan National Football Team Database
- 山田直輝的X（前Twitter）
- 山田直輝的Instagram帳戶
- 日本職業足球聯賽中的山田直輝 （日語）